# Coupe d'Allemagne de football 1956
Navigation
Édition précédente Édition suivante
La coupe d'Allemagne de football 1956 est la treizième édition de l'histoire de la compétition. La finale a lieu à Karlsruhe au Wildparkstadion. 
Le Karlsruher SC remporte le trophée pour la deuxième fois, affichant également deux victoires d'affilée dans le palmarès de la compétition. Il bat en finale le Hambourg SV sur le score de 3 buts à 1.

## Tour de qualification
Le match du tour de qualification.
| Date           | Domicile     | Extérieur    | Score |
| -------------- | ------------ | ------------ | ----- |
| 29 - 04 - 1956 | Spandauer SV | FK Pirmasens | 0 - 1 |

## Demi-finale
Les résultats des demi-finales.
| Date           | Club recevant      | Score | Club visiteur |
| -------------- | ------------------ | ----- | ------------- |
| 05 - 05 - 1956 | Fortuna Düsseldorf | 1 - 2 | Hambourg SV   |
| 06 - 05 - 1956 | FK Pirmasens       | 1 - 5 | Karlsruher SC |

## Finale
| Entraîneur : |
| Ludwig Janda |

| Entraîneur :    |
| Günter Mahlmann |

| Entraîneur : |
| Ludwig Janda |

| Entraîneur :    |
| Günter Mahlmann |